# Anastrepha shannoni
Anastrepha shannoni är en tvåvingeart som beskrevs av Stone 1942. Anastrepha shannoni ingår i släktet Anastrepha och familjen borrflugor. Inga underarter finns listade i Catalogue of Life.